# تپه پیربائین
تپه پیر بائین در شهرستان سقز، بخش مرکزی، روستای قشلاق قاضی واقع شده و این اثر در تاریخ ۲۳ شهریور ۱۳۸۲ با شمارهٔ ثبت ۱۰۰۷۷ به‌عنوان یکی از آثار ملی ایران به ثبت رسیده است.